# Lucia Viegi
Lucia Viegi (Pisa, 26 de febrero de 1947) es una botánica, ftosocióloga, taxónoma, conservadora, profesora, y exploradora italiana.

## Carrera
En 1970, obtuvo la licenciatura en Ciencias Naturales por la Universidad de Pisa, 110/110 cum laude y en Ciencias Biológicas en 1972 por la Universidad de Pisa 110/110 cum laude, donde se especializó en geobotánica y botánica tropical.
Desde 1973, desarrolla actividades académicas y científicas en el Departamento de Ciencias Biológicas, Geológicas y Ambientales, de la Universidad de Pisa.
Es autora en la identificación y nombramiento de nuevas especies para la ciencia, a abril de 2016, posee seis registros de especies nuevas para la ciencia, especialmente de la familia de las asteráceas, y con énfasis del género Centaurea, publicándolos habitualmente en Atti Soc. Tosc. Sci. Nat. Mem. (véase más abajo el vínculo a IPNI).

## Algunas publicaciones
- lucia Viegi, roberta Vangelisti, francesca Villetti. 2012. Nuova guida alle piante della flora italiana tossiche per i cavalli. 228 p. Pisa: Tipografia editrice pisana. ISBN 978-88-8250-113-6
- ------------, -------------. 2011. Toxic Plants Used in Ethnoveterinary Medicine in Italy. Natural product communications 6 (7): 999 - 1000.
- ------------, -------------, m.l. D'Eugenio, a.m. Rizzo. 2003. Contributo alla conoscenza della flora esotica d'Italia: le specie presenti in Umbria. Atti Soc. Tosc. Sci. Nat., Mem. B 110: 163 - 188.
- ------------, Andrea Pieroni, paolo maria Guarrera, roberta Vangelisti. 2003. A review of plants used in folk veterinary medicine in Italy as basis for a databank. J. of Ethnopharmacology 89: 221 – 244.
- ------------, a. Bioli, roberta Vangelisti, g. Cela Renzoni. 1999. Prima indagine sulle piante utilizzate in medicina veterinaria popolare in alcune località dell’alta Val di Cecina. Actas de la Societa Toscana di Scienze Naturali, Memorie, serie B 106, 1 – 10.
- roberta Vangelisti, lucia Viegi, giovanna cela Renzoni. 1995. Responses of Pinus pinea and P. pinaster seedling roots to substrata at different pH values. Annales Botanici Fennici 32 (1): 19 - 27, resumen.
- giovanna cela Renzoni, lucia Viegi. 1991. In vitro sensitivity of Pinus pinaster and Pinus pinea pollen grains to different Ph values. Annales Botanici Fennici 28: 135 - 142.
- ------------, --------------. 1973. A DNA cytophotometric investigation on the suspensor of Eruca sativa Miller. Caryologia 26: 531 - 540.

### Libros
- francesca Villetti, lucia Viegi, roberta Vangelisti. 2012. Nuova guida alle piante della flora italiana tossiche per i cavalli. Publicó Tipografia Editrice Pisana, 230 p. ISBN 8882501132, ISBN 9788882501136
- pier virgilio Arrigoni, lucia Viegi. 2011. La flora vascolare esotica spontaneizzata della Toscana. Toscana. Direzione generale Politiche territoriali, ambientali e per la mobilità. Settore Tutela e valorizzazione delle risorse ambientali. Publicó Regione Toscana, 216 p.
- lucia Viegi, giovanna cela Renzoni, fabio Garbari. 1974. Flora esotica d'Italia. Acta hortio 10 (24): 1 - 96

## Reconocimientos
- Gruppo Italiano per la Ricerca sulle Orchidee Spontanee[6]

## Membresías
- Società Botanica Italiana.[7]
- 1978 a 2002: del Comité de Revisión para la "Segnalazioni Floristiche Italiane" del Gruppo di lavoro per la Floristica della S.B.I.

## Editora
- Comité Editorial de la revista “Journal of Ethnobiology and Ethnomedicine”.

Referí de revistas internacionales:
- Journal of Etnopharmacology;
- Economic Botany;
- Willdenowia.